# Ten Dollar Bill
Ten Dollar Bill («El billete de diez dólares», también conocido como The Dollar Bill, «El billete de dólar») es un dibujo litográfico de arte proto-pop de 1956 de Roy Lichtenstein. Considerado como una combinación de arte americana y cubismo, el trabajo se conoce como el comienzo del trabajo de Lichtenstein en el arte pop. Lichtenstein realizó veinticinco ediciones de la litografía, que fueron exhibidas en varias galerías. La pieza se basa en el diseño del billete de diez dólares y ha influido en varias de las obras posteriores de Lichtenstein. El cuadro ha recibido en general una acogida favorable por parte de la crítica y se considera una de las mejores representaciones artísticas de la moneda.